# ヤブロコ
ロシア統一民主党「ヤブロコ」（ロシアとういつみんしゅとう ヤブロコ、ロシア語: Росси́йская объединённая демократи́ческая па́ртия «Я́блоко»）は、ロシアの政党。政策的には、市場経済の改革、民主主義や人権重視など、欧米との関係強化を指向する自由主義政党。2019年12月より、党議長（Председатель Партии）はニコライ・ルイバコフが務めている。
国会レベルでは議席を持っていないが、地方議会に現在、計12議席を有している。

## 党史
創立時は「ヤブリンスキー・ボルドィレフ・ルキン・ブロック」といった。「ヤブロコ」はロシア語で「りんご」の意味で、創立者のグリゴリー・ヤブリンスキー（元副首相、元下院議員）、ユーリ・ボルドィレフ（現在は脱党）、ウラジーミル・ルキン（元下院議員、元駐米大使）の頭文字に“コ”をつけた。ヤブリンスキーが党首に就任し、ロシア連邦大統領選挙にも2度立候補するなど主導権を有していた。
右翼的な右派連合 (ロシア)との相違点としては、社会保障を重視している点や、エリツィン、プーチン各政権に批判的なことがあげられ、しばしばリベラルの中でも左派寄りな社会自由主義の傾向を指摘される。また主要政党の中では唯一チェチェンとの戦争に反対してきた。そのため、万年野党とも言うべき状況となってしまい、支持者は年々減少傾向とあり、対策としてプーチン政権の中途からその福祉政策の一部を支持するようにもなったが、プーチン政権によって逮捕されたロシア石油会社ユコス社のホドルコフスキー社長からの資金提供を受けていたことで、オリガルヒに不満を抱く国民の支持を急速に失った。2003年の下院選挙では大敗北し、ほぼ全議席を失った。その後は右派連合との協力関係を強め、下院議席の復活を狙っているが、2007年の下院選挙でも得票率は1.59％と低迷、議席の獲得に必要な得票率7％は確保できなかった。
西ヨーロッパ型中道左派的な指向性から社会主義インターナショナルに接近した時期もあったが、結局自由主義インターナショナルへの加盟を選んだ。
2008年6月、ヤブリンスキーは党首を辞任し、新党首にはセルゲイ・ミトロヒンが選出された。
2011年ロシア下院選挙でも、224万9990票（3,43%）と前回より票を伸ばしたが、議席の獲得にはならなかった。
2022年2月13日からウラジーミル・プーチン大統領によるウクライナ侵攻に反対する署名をインターネット上で集めているが、ロシア政府による妨害によるものか、断続的にアクセスできない状況となっている。ヤブロコは公式ツイッターにおいて「2月25日13時30分現在、6万人以上が署名した」と述べ、映画監督であるアレクサンドル・ソクーロフも署名したとしている。また、蔡英文総統率いる中華民国(台湾)の民主進歩党、ジャスティン・トルドー首相率いるカナダ自由党が加盟している自由主義インターナショナルの公式ツイッターでもヤブロコの反戦キャンペーンについて取り上げられている。のちに、このウェブサイトは「2022年連邦法第32-FZ号」（軍事検閲法）によって改正された連邦刑法と刑事訴訟法に基づく当局の検閲によって「戦争」を表すロシア語の「ВОЙНЕ」という言葉が伏せ字の「***」と変更させられている。